# ماپروتیلین
ماپروتیلین نام تجاری: لودیومیل (به انگلیسی: maprotiline)
رده درمانی: ضدافسردگی چهار حلقه‌ای .
اشکال دارویی: قرص

## موارد مصرف
ماپروتیلین در درمان افسردگی به کارمی‌رود. ماپروتیلین با نام تجاری لودیومیل، یکی ازداروهای ضد افسردگی که خاصیت ضد اضطرابی نیز دارد. همچنین برای از بین بردن دردهای مزمن عصبی نیز استفاده می شود. این دارو بر سیستم اعصاب مرکزی اثر گذاشته و مهارکننده باز جذب سروتونین و نوراپی نفرین است. ماپروتیلین دارویی خوراکی می‌باشد که زمان شروع اثر آن 2 تا 3 هفته پس از مصرف است. مشاوره افسردگی بستری ایمن فراهم می کند تا بدون نگرانی بابت عوارض منفی و تداخلات داروهای ضد اضطراب و ضد افسردگی، به سازگاری اجتماعی و بهزیستی روانی دست یابید.

## مکانیسم اثر
این دارو برداشت مجدد سروتونین و نوراپی نفرین به داخل پایانه‌عصبی را مهار می‌کند و در نتیجه باعث‌افزایش تحریک گیرنده‌ها می‌شود. ماپروتیلین جزئه داروهای ضد افسردگی چهار حلقه ای است که از طریق مهار بازجذب سروتونین و نوراپی نفرین اثر خود را ایفا می کند. در نتیجه میزان این انتقال دهنده های عصبی در مغز افزایش پیدا می کند. این دارو در درمان افسردگی و اضطراب همراه با افسردگی به کار برده می شود.

## عوارض جانبی
از عوارض جانبی ماپروتیلین می توان به خشکی دهان، خواب آلودگی، آشفتگی و تحریک پذیری در افراد و بروز رفتار نمایشی اشاره کرد. همچنین تاری دید و افزایش فشار داخل چشم، یبوست، تهوع و اشکال در دفع ادرار نیز ممکن است رخ دهد. مصرف ماپروتیلین در بیماران قلبی_عروقی ممکن است باعث افزایش ضربان قلب، سنکوب، آریتمی و تعرق نیز شود. از دیگر عوارض مصرف این دارو می توان به لرزش دست، اختلالات رفتاری در کودکان و توهم زایی در سالمندان اشاره داشت. افزایش اشتها، تغییر وزن، در مواردی کاهش سدیم خون و اختلال در عملکرد کبد نیز مشاهده شده است.

## موارد منع مصرف
ماپروتیلین، برای کودکان و افراد زیر 18 سال، همچنین سالخوردگان یا افراد بالای 60 سال و ناتوان استفاده نمی‌شود. همچنین مصرف این دارو برای افرادی که دارای بیماری صرع بوده و دچار حملات تشنجی می شوند مناسب نیست. در مواردی که بیمار سابقه انفارکتوس میوکارد نیز داشته است، ماپروتیلین مصرف نمی‌شود.
تداخلات دارویی ماپروتیلین
مواردی که نباید همزمان با مصرف ماپروتیلین انجام داد به شرح زیر است:
1- مصرف داروهای ضد آریتمی با ماپروتیلین باعث بروز آریتمی می شود.
2- ریفامپین که موجب کاهش اثر لودیومیل می شود.
3- در صورت استفاده با دارو های ضد افسردگی مهار کننده مونو آمین اکسیداز، تحریک سیستم اعصاب مرکزی و افزایش فشار خون رخ می دهد.
4- بهتر است این دارو همراه با آنتی هیستامینها و داروهای ضدجنون فنوتیازین مصرف نشود.
5- همچنین دارو های ضد بارداری خوراکی اثر ضدافسردگی این دارو را کاهش می دهند و سالمیتیدین باعث افزایش اثر ضد افسردگی لودیومیل می
شوند.

## هشدارهای استفاده از داروی لودیومیل
مصرف داروی لودیومیل، در افراد مبتلا به آسم، الکلیسم حاد، اختلالات دفع ادرار، اختلالات دو قطبی، بیماران قلبی عروقی، پرکاری تیروئید، سابقه انفارکتوس میوکارد، اختلالات خون و کبد؛ هچنین بیماران اسکیزوفرنی و افرادی که سابقه افزایش فشار چشم دارند، باید حتماً با مشورت پزشک و با احتیاط فراوان باشد.

## توصیه‌هایی در مورد مصرف ماپروتیلین
دوره مصرف و درمان با ماپروتیلین باید کامل شود تا اثربخشی بهتری در کاهش افسردگی داشته باشد. دارو به تدریج و تحت نظر پزشک معالج قطع می شود. ممکن است 2 تا 3 هفته برای حصول اثر درمانی آن زمان لازم باشد. در صورت فراموش کردن یک نوبت استفاده از دارو، به هیچ عنوان آن را دو برابر مصرف نکنید. از مصرف فراورده ها حاوی الکل و دارو های مضعف سیستم اعصاب مرکزی با این دارو خودداری کنید. از آنجایی که مصرف این دارو ممکن است باعث بروز سرگیجه شود، هنگام رانندگی و کار کردن با ماشین آلاتی که نیاز به هوشیاری کامل دارند، بسیار احتیاط کنید. در صورت انجام درمان های اورژانسی و اضطراری یا هر گونه عمل جراحی و خصوصاً جراحی دندان، حتماً پزشک معالج خود را از مصرف دارو مطلع سازید.